# Geoffroea decorticans
El chañar también llamado sofaique (Geoffroea decorticans) es un árbol de la familia de las fabáceas (o leguminosas), caducifolio, de corteza verde amarillenta, y con un fruto dulce y comestible. Su madera  medianamente pesada es apta para carpintería, y como carbón y leña.

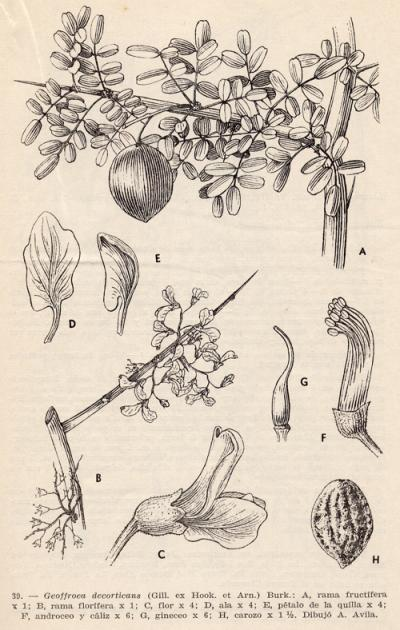
Ilustración de las características de la especie.

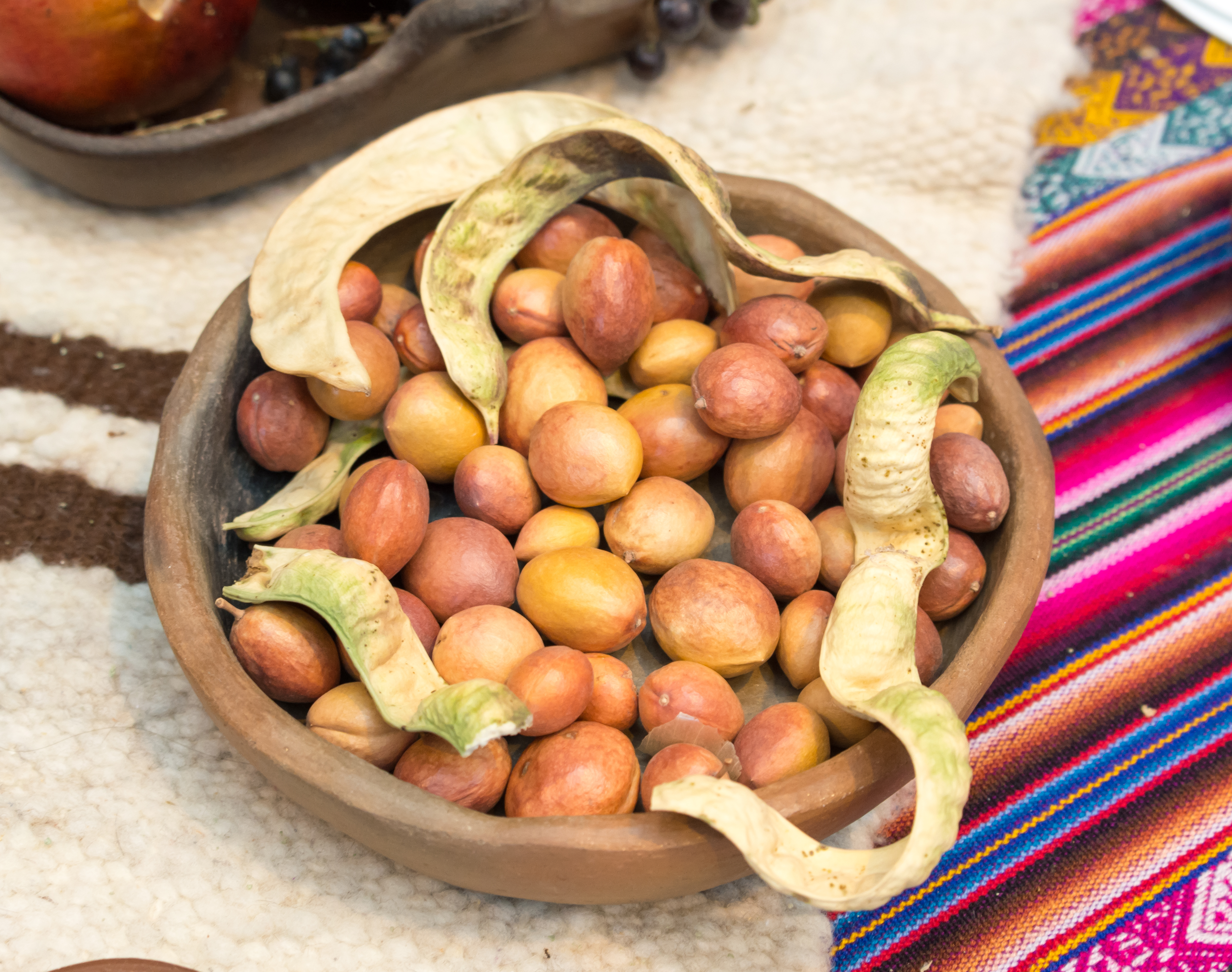
Fruto del chañar.

## Descripción

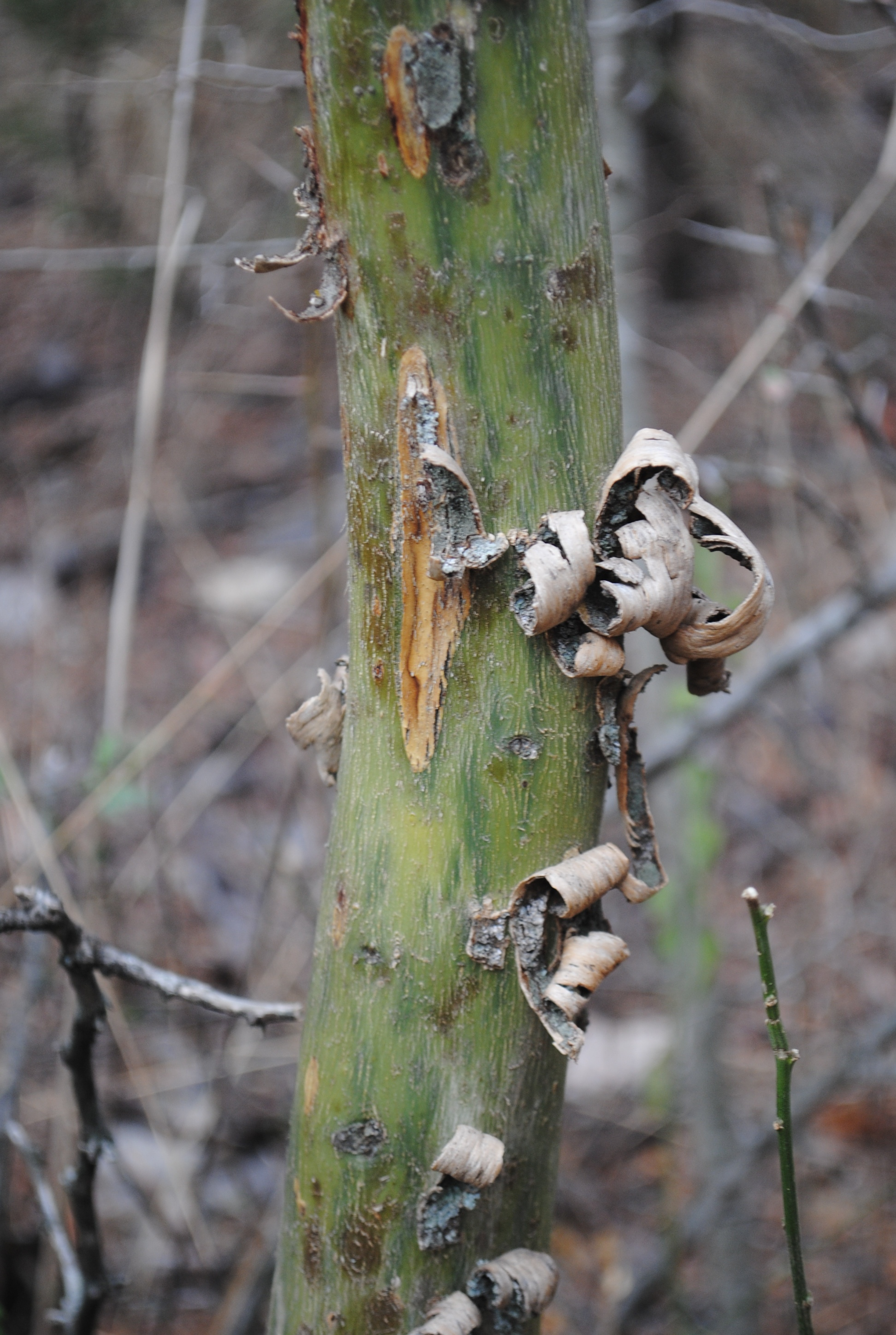
Típico tronco verde y corteza descascarándose

Tiene un fuste erguido cuando crece aislado pero es arbustivo cuando crece en bosquecillos. Llega de 3 a 10 m de altura con un tronco que puede superar los 40 cm de diámetro, la corteza se desprende longitudinalmente en fajas irregulares por debajo de las cuales aparece la nueva corteza verde. El follaje es abundante y de color verdoso. El tronco posee una gruesa corteza surcada por hendiduras medianamente profundas que le otorgan una textura  áspera. El enramado del chañar es cuantioso termina en agudas espinas que desaparecen en su mayoría en septiembre durante la floración, en conjunto con el follaje, proporciona una imagen redondeada a la copa del árbol. Los pétalos de la flor del chañar están pigmentados por un amarillo intenso, se reproduce por brotes de raíz. Puede ser atacado por plaga de moscas.
Florece de septiembre a octubre y fructifica de noviembre a enero. El fruto es una legumbre drupácea, muy carnosa, dulce y comestible. En algunas provincias argentinas y en la región chilena de Atacama se utiliza para hacer el arrope de chañar.

## Distribución

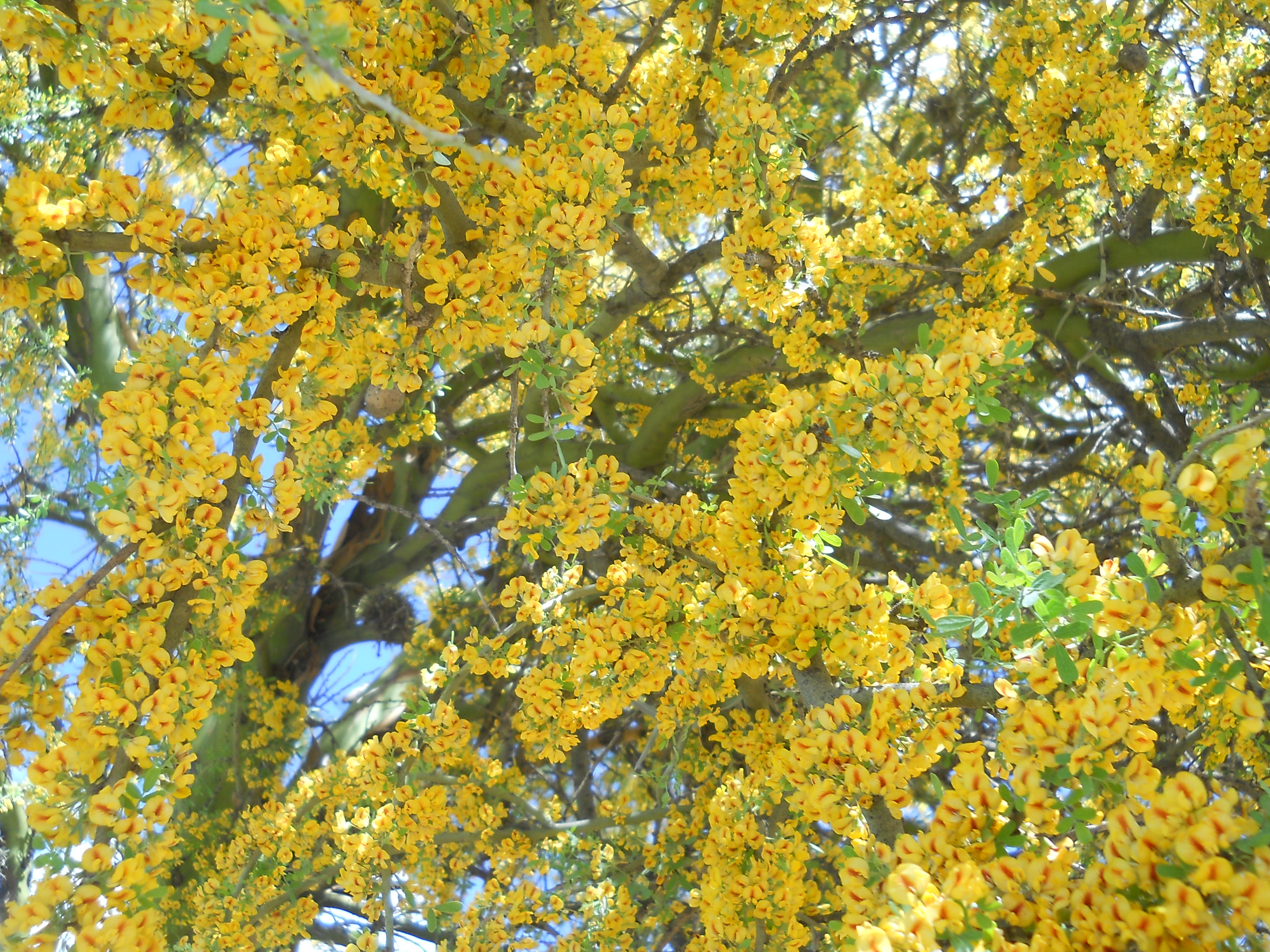
Rama con flores de Chañar

Se distribuye en una amplia región abarcando principalmente Argentina (en el noroeste argentino, Región de Cuyo, Formosa, La Rioja, Chaco, Córdoba, La Pampa, Corrientes, Santa Fe, Entre Ríos, Provincia de Buenos Aires, Mendoza, Santiago del Estero y Tucumán), y extendiéndose hacia el norte de Chile (de la Región de Arica y Parinacota a la de Coquimbo), al Chaco boliviano y en Uruguay, Paraguay y Brasil, además de grandes parches en el extremo sur del Perú, particularmente en la reserva de Paracas.

## Hábitat
Este árbol seco habita los bosques áridos en una amplia área de la zona centro-sur de Sudamérica. Sus compañeros que conforman el bosque son generalmente algarrobos, quebrachos, y los afines y muy abundantes Vachellia caven.
En Chile, G. decorticans crece en zonas climáticas USDA 8b a 10, y soporta heladas cortas tan bajas como -13 °C. Esta última es la temperatura mínima histórico para Santiago del Estero, Argentina, donde G. decorticans se produce naturalmente. Se adapta a las condiciones del desierto y puede soportar temperaturas superiores a 40 °C.

## Uso

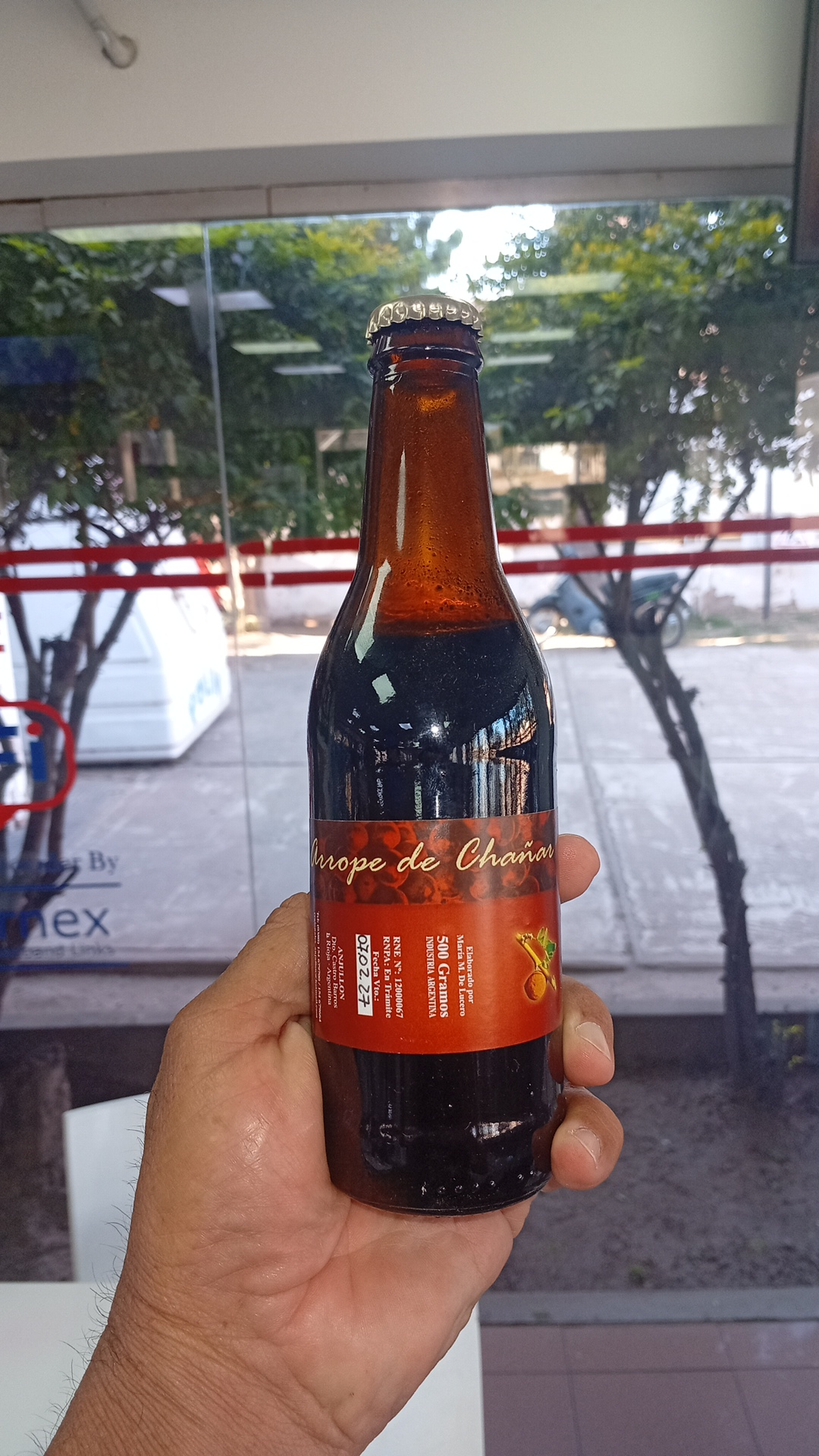
Botellita de 500 cc conteniendo arrope de chañar, tal como se comercializa en Argentina.

Las semillas y frutas, que son comestibles, se valoran como alimento humano y animal, y la madera de color amarillo es adecuada para carpintería y muebles una vez seca. También se utiliza como combustible y para hacer postes para cercas baratas.
Los frutos se utilizan muy comúnmente tanto para fines culinarios y medicinales en forma procesada de arrope de Chañar. Extremadamente dulce, oscuro y espeso, es muy similar a la miel o melaza vegetal y se utiliza en su lugar. Es conocido localmente para aliviar el dolor de garganta y para la tos. De los frutos fermentados también se elabora una bebida alcohólica llamada “aloja de chañar”.

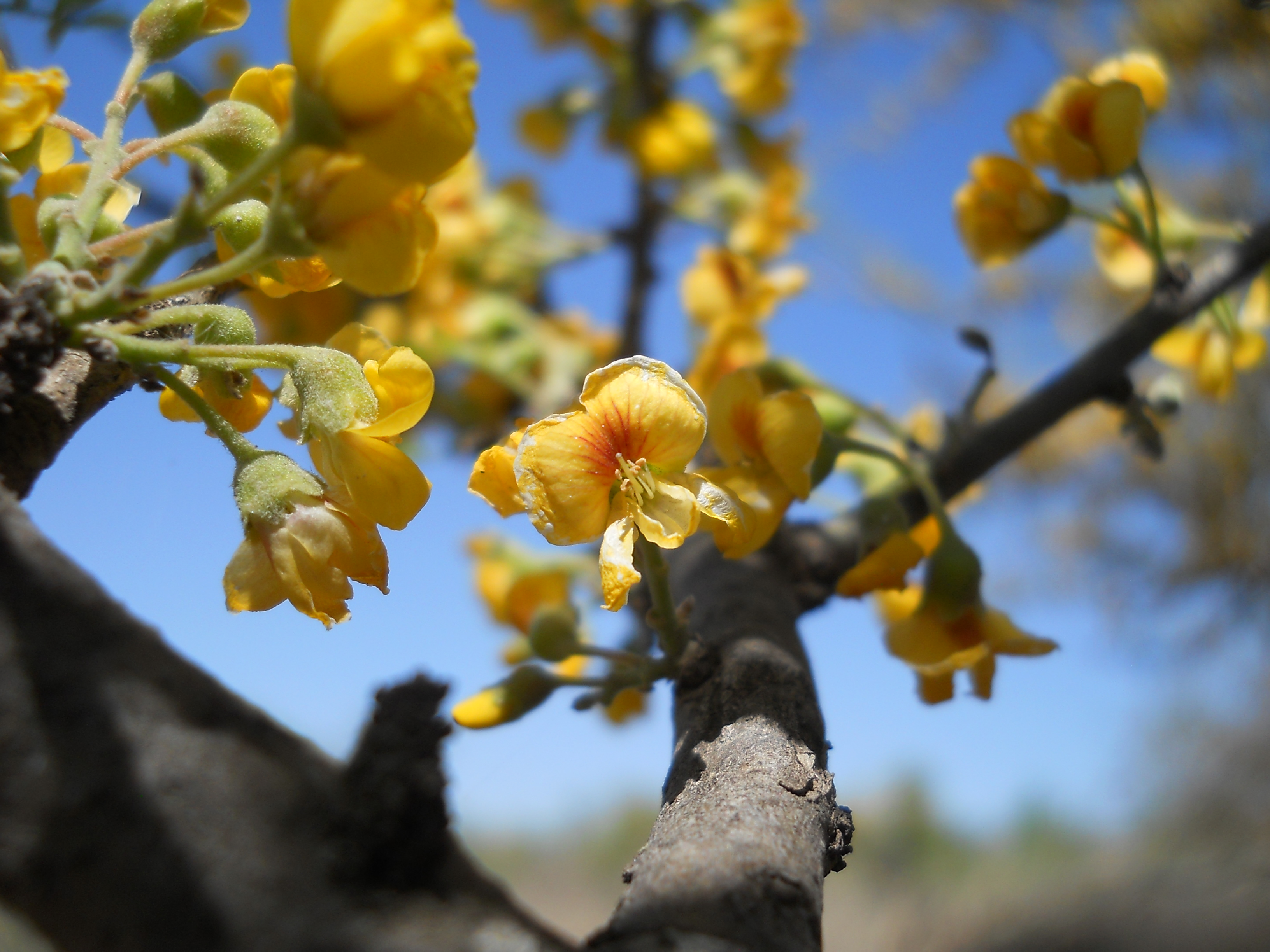
Detalle de la flor del chañar

Las propiedades medicinales de la fruta del chañar han sido comprobadas científicamente como cuatro: antitusivo, expectorante,  analgésico y antiinflamatorio. Siendo esta última afectada por el calor cuando se consume en su forma cocida (arrope).

## Taxonomía
Geoffroea decorticans fue descrita por (Gillies ex Hook. & Arn.) Burkart y publicado en Darwiniana 9(1): 19. 1949.
Sinonimia
- Geoffroea spinosa de Moussy
- Gourliea chilensis Clos
- Gourliea decorticans Hook. & Arn.
- Gourliea decorticata Walp.
- Gourliea spinosa Skeels
- Lucuma spinosa Molina[8][9]